# Iva Landeka
Iva Landeka, née le 3 octobre 1989 à Posušje en RFS de Yougoslavie, est une footballeuse internationale croate évoluant au poste de milieu de terrain au Montpellier HSC. 

## Jeunesse
Iva Landeka est née à Posušje, en Bosnie-Herzégovine, en RFS de Yougoslavie. Elle quitte Zagreb à l'âge de 14 ans pour poursuivre sa carrière dans le football. Son frère Davor et son cousin Josip deviennent des footballeurs moins réputés, jouant actuellement pour Široki Brijeg et Sonnenhof Großaspach, respectivement. 

## Carrière en club
Iva Landeka commence sa carrière en 2005 au Dinamo Maksimir en première division croate, elle rejoint en 2008 le club autrichien FC Kärnten jouant en Frauenliga, puis en 2011 le Unia Racibórz en Pologne. Elle jouera également en Ligue des champions avec le Dinamo et Unia.  
De 2012 à 2016, Iva Landeka joue pour l'USV Jena en Bundesliga allemande. 
En août 2016, le champion de Suède, le FC Rosengård, annonce la signature de Landeka pour deux ans.
Durant l'été 2019, elle rejoint le championnat français et signe pour le club de Montpellier.

## Carrière internationale
Iva Landeka est membre de l'équipe nationale croate depuis 2006.
| Concurrence                     | Étape          | Date       | Lieu    | Adversaire      | Buts | Résultat | Total |
| ------------------------------- | -------------- | ---------- | ------- | --------------- | ---- | -------- | ----- |
| UEFA Euro 2009                  | Qualifications | 18-11-2006 | Adana   | Géorgie         | 2    | 6–0      | 3     |
| UEFA Euro 2009                  | Qualifications | 20-11-2006 | Adana   | Turquie         | 1    | 2-1      | 3     |
| Coupe du monde de football 2011 | Qualifications | 25-08-2010 | Belfast | Irlande du Nord | 1    | 1–3      | 1     |
| Coupe du monde de football 2015 | Qualifications | 08-05-2014 | Ptuj    | Slovénie        | 1    | 3–0      | 1     |
| UEFA Euro 2017                  | Qualifications | 17-09-2015 | Erzurum | Turquie         | 1    | 4–1      | 1     |